# Barrett Foa
Pour l’article homonyme, voir Foa.
Barrett Foa, né le 18 septembre 1977 à Manhattan (New York), est un acteur américain.
En 2009, l'acteur se fait connaître du grand public, grâce à son rôle d'Eric Beale dans la série télévisée policière NCIS : Los Angeles.

## Biographie
Barrett Foa naît le 18 septembre 1977 à Manhattan (New York). Il fréquente la Dalton School puis obtient son Bachelor of Fine Arts en comédie musicale de l'Université du Michigan.

### Carrière

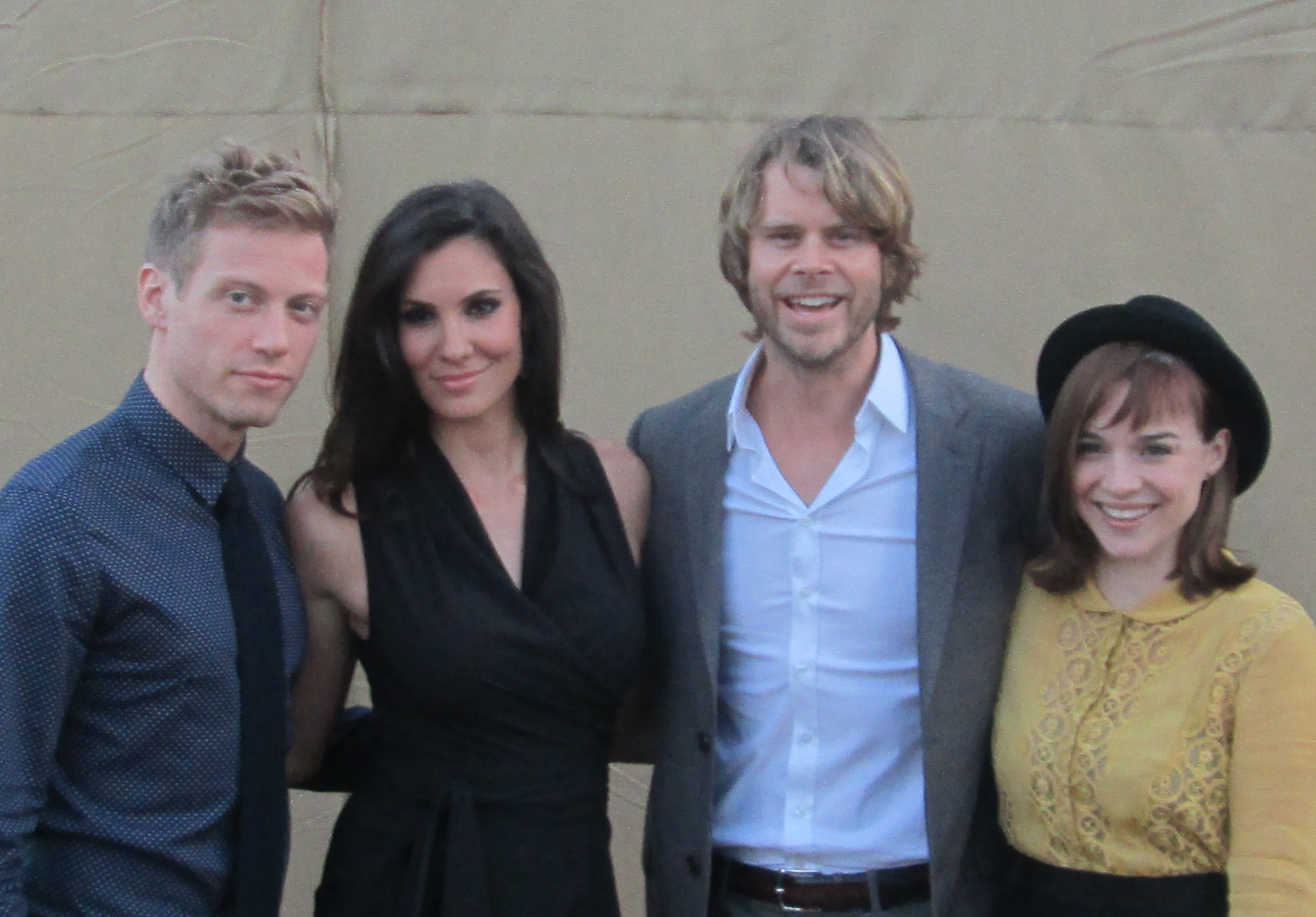
Une partie du casting de NCIS : Los Angeles, en 2012.

En 2009, pour son premier grand rôle aux États-Unis, il intègre la distribution de la série policière NCIS : Los Angeles, la série dérivée de NCIS : Enquêtes spéciales dans le rôle d'Eric Beale, l'un des personnages principaux.

## Filmographie
- 2007 : Six Degrees (épisode 8) : Dylan
- 2008 : Numb3rs (saison 5, épisode 17) : Andrew Gibbons
- 2008 : NCIS : Enquêtes spéciales (saison 6, épisodes 22 et 23) : Eric Beale
- 2009 : The Closer: L.A. Enquêtes prioritaires (saison 5, épisode 4) : Travis Myers
- 2009 - 2010 : Entourage (saison 6, épisode 11 ; saison 7, épisode 1) : Matt Wolpert
- 2009 - 2021 : NCIS : Los Angeles : Eric Beale
- 2025 : La Résidence : Elliot Morgan

## Voix française
Barrett Foa est doublé en France par Olivier Jankovic.